# Hội nghị Đà Lạt 1946
Hội nghị Đà Lạt còn gọi là Hội nghị trù bị Đà Lạt họp từ ngày 19 tháng 4 đến ngày 11 tháng 5 năm 1946 tại Đà Lạt, là một hội nghị dự bị, gặp gỡ giữa 2 phái đoàn Việt và Pháp chuẩn bị cho Hội nghị Fontainebleau chính thức vào tháng 7 năm ấy.

## Bối cảnh lịch sử
Sau khi ký Hiệp định sơ bộ Pháp-Việt 1946, Hồ Chí Minh muốn có một hội nghị giữa Việt và Pháp tại Paris để bàn định tương lai của nước Việt Nam và làm rõ những điểm đã nêu trong Hiệp định sơ bộ ngày 6 tháng 3, với địa vị hai nước và 2 sứ bộ ngang nhau, nhưng Toàn quyền Đông Dương (qua D'Argenlieu) không chấp thuận, mà muốn một hội nghị tại Việt Nam để đặt những sự điều đình vào nội bộ địa phương mà thôi .
Theo ông Hoàng Xuân Hãn, trong khi chọn lọc ủy viên tham dự hội nghị, chính phủ Việt Nam lúc đó đã chú ý chọn mời những nhân vật có tiếng ở Nam Bộ, Nam Trung Bộ và sự có mặt của những nhân vật không đảng phái càng tỏ sự đoàn kết của người Việt trong thời bắt đầu độc lập . Tuy đây chỉ là một Hội nghị dự bị nhưng lại có tầm quan trọng đặc biệt vào thời điểm ấy, vì là lần đầu tiên có một hội nghị điều đình có tầm vóc quốc gia của Chính phủ Việt Nam độc lập (khi đó mang tên Chính phủ Liên hiệp Kháng chiến). Chính phủ Việt Nam cũng đã đề nghị, và Pháp đã chấp thuận, một phái đoàn Quốc hội Việt Nam sang thăm nước Pháp do Phạm Văn Đồng dẫn đầu .

## Danh sách những người tham dự
Dưới đây là danh sách những người tham gia Hội nghị và chức vụ của họ lúc đó :
Mặc dù trên danh nghĩa, Đoàn đại biểu Pháp do Georges Thierry d'Argenlieu làm trưởng đoàn, nhưng ông này không dự họp mà do Max André thay thế. Tương tự, Nguyễn Tường Tam là trưởng đoàn đại biểu Việt nhưng cũng không dự họp mà được thay thế bằng Võ Nguyên Giáp.

### Đoàn đại biểu Việt
1. Nguyễn Tường Tam: (1905-1963): Trưởng đoàn, Bộ trưởng ngoại giao Chính phủ Liên hiệp Kháng chiến Việt Nam, nhà văn, bút hiệu Nhất Linh.
2. Võ Nguyên Giáp: (1911-2013) Phó đoàn, Chủ tịch Quân ủy hội kiêm Trưởng ban quân sự Phái đoàn, Bộ trưởng Nội vụ (1946), Quốc phòng kiêm tổng chỉ huy Quân đội quốc gia và dân quân Việt Nam, Ủy viên Bộ chính trị Đảng Cộng sản Đông Dương (Việt Nam), Phó Thủ tướng Chính phủ.
3. Vũ Văn Hiền: (1911-1961) Tổng thư ký phái đoàn, Luật sư, tiến sĩ, quê ở tỉnh Hưng Yên.
4. Hoàng Xuân Hãn: (1908-1996) Trưởng ban Chính trị, Giáo sư, nguyên Bộ trưởng Giáo dục - Mỹ thuật của chính phủ Trần Trọng Kim.
5. Nguyễn Mạnh Tường: (1909-1997) Trưởng ban văn hóa, Tiến sĩ văn chương, Tiến sĩ Luật.
6. Dương Bạch Mai: (1905-1964) Phái viên. Nhà báo, Thành viên Ủy ban hành chính Nam Bộ (Lâm ủy Nam bộ), đại biểu Quốc hội khóa I VNDCCH, thanh tra chính trị miền Đông Nam Bộ, chủ tịch Hội hữu nghị Việt Xô, Ủy viên thường vụ quốc hội Việt Nam Dân chủ Cộng hòa.
7. Phạm Ngọc Thạch: (1909-1968) Phái viên, Bác sĩ Y khoa, thường gọi là Tư Đá. Bộ trưởng Y tế đầu tiên của Chính phủ lâm thời nước Việt Nam Dân chủ Cộng hòa.
8. Bùi Công Trừng: (1905-1986), Phái viên, Nhà Hoạt động chính trị.
9. Cù Huy Cận: (1919) Phái viên, Kỹ sư Nông lâm, Thi sĩ. Từng giữ chức Bộ trưởng không giữ bộ nào (1945). Thứ trưởng bộ Canh nông (1946).
10. Trần Đăng Khoa: (1907-1989) Phái viên, Kỹ sư công chánh, Bộ trưởng bộ Công chánh trong chính phủ "Liên hiệp Quốc gia".
11. Trịnh Văn Bính: Không rõ năm sinh, Phái viên, Trưởng ban kinh tế và tài chánh của phái đoàn. Tốt nghiệp trường Cao học Thương mại Paris, Giám đốc nhà Đoan (Doans-Quan thuế) Hà Nội. Tháng 11 năm 1946 chính phủ "Liên hiệp quốc gia " thay đổi thành phần nhân sự, ông giữ chức thứ trưởng bộ Tài chánh
12. Nguyễn Văn Luyện: (?-1946) Phái viên, Bác sĩ. Tốt nghiệp bác sĩ Y khoa, Có chân trong ban sáng lập và thành lập Đảng Dân chủ Việt Nam, đại biểu Quốc hội khóa I VNDCCH năm 1946.

#### Giám định chuyên môn (Cố vấn)
1. Phạm Khắc Hoè: (1902-1994) Cố vấn Phái đoàn, Ngự tiền văn phòng Tổng lý cho vua Bảo Đại tại Huế trước năm 1945. Sau cách mạng tháng Tám, giữ chức Giám đốc Nha pháp chính, Đổng lý văn phòng Bộ Nội vụ, Vụ trưởng vụ pháp chế phủ thủ tướng.
2. Nguyễn Văn Huyên: (1908-1975) Cố vấn, Giáo sư, Tiến sĩ Văn chương tại đại học Sorbonne, Cựu Bộ trưởng Bộ giáo dục (1946-1975)
3. Tạ Quang Bửu: (1910-1986) Cố vấn phái đoàn, Giáo sư, cựu Bộ trưởng, đại biểu Quốc hội khóa I VNDCCH. Từng giữ chức Bộ trưởng Bộ Quốc phòng, rồi thứ trưởng cùng Bộ. Sau đó tham gia ủy viên Hội đồng Quốc phòng Tối cao vừa được thành lập, Chánh văn phòng Quân ủy Trung ương..
4. Hồ Hữu Tường: (1910-1980) Cố vấn phái đoàn, Thạc sĩ toán học, nhà văn.
5. Nguyễn Tường Thụy: (1903-1974) cố vấn phái đoàn, Kỹ Sư. Anh ruột nhà văn Nhất Linh Nguyễn Tường Tam.
6. Đinh Văn Hớn: (1907-) Cố vấn phái đoàn, kỹ sư canh nông.
7. Kha Vạng Cân: (1908-1982) Kỹ sư, Cố vấn phái đoàn. Nguyên Đô trưởng Sài Gòn-Chợ Lớn của chính phủ Trần Trọng Kim và Bộ trưởng Bộ Công nghiệp nhẹ Việt Nam Dân chủ Cộng hòa.
8. Hồ Đắc Liên: (1904-) Kỹ sư, Cố vấn phái đoàn, về sau làm Cục trưởng Cục Khoáng chất.
9. Nguyễn Duy Thanh: (Không rõ năm sinh năm mất), Kỹ sư, Cố vấn, Chuyên viên truyền tin, đại biểu Quốc hội khóa I VNDCCH
10. Kiều Công Cung: (không rõ năm sinh) Thiếu tá, Tùy viên quân sự, sinh quán Nam Bộ.
11. Nguyễn Văn Tình: Kỹ sư.
12. Nguyễn Văn Phác: Đại úy, tùy viên quân sự.

### Đoàn đại biểu Pháp
1. Georges Thierry d'Argenlieu: (1889- ?) Đô đốc hải quân, Cao ủy Pháp tại Đông Dương, tốt nghiệp học viện Hải quân Pháp. Trưởng đoàn.
2. Max André: Nghị sĩ, cố vấn hạt Seine, nguyên Giám đốc ngân hàng Pháp Hoa, Hà Nội. Phó đoàn.
3. Bourgoin: Trưởng ban kinh tế, tài chánh, phái viên.
4. Pierre Messmer: Đổng lý văn phòng Bộ Pháp quốc hải ngoại, Trưởng ban chính trị.
5. Bousquet: Quan cai trị, nhân viên Bộ Pháp quốc hải ngoại, phái viên.
6. D'Arcy: Chánh văn phòng Bộ Quân lực, phái viên.
7. Pierre Gourou: Giáo sư, chuyên gia về văn hóa Việt, Trưởng ban văn hóa.
8. Torel: Cố vấn pháp luật - Nhân viên cao ủy phủ Đông Dương, phái viên.
9. Clarac: Cố vấn ngoại giao, phái viên.
10. Gonon: Cố vấn tài chánh.
11. Ner: Thạc sĩ triết học, cố vấn giáo dục.
12. Guilanton: Thạc sĩ kinh tế, cố vấn kinh tế.
13. Salan: Thiếu tướng, Tư lệnh quân đội Pháp ở Bắc Đông Dương, phái viên.
14. Léon Pignon: Cố vấn chính trị của đô đốc D'Argenlieu (cố vấn phái đoàn)

(Phái đoàn Pháp cũng có nhiều giám định viên chuyên môn giúp việc).